# Ерик Стюарт
Ерик Стюарт (на английски: Eric Stuart) е американски актьор, режисьор, певец, автор на песни и китарист. Той е и вокалист на групата Eric Stuart Band.

## Ранен живот
Роден е в Бруклин, Ню Йорк, майка му е танцьорка, а баща му е адвокат.

## Кариера на озвучаващ актьор
Известен е от английската анимация „Покемон“, където озвучава Брок и Джеймс (първите 10 години, сезони 1-8), но най-вече придобива известност с озвучаващата му роля в „Ю-Ги-О!“, където той озвучава Сето Кайба, а в „Ю-Ги-О! GX“ озвучава Кайбамен. Той също така дублира и Марко в „Кралят на шаманите“.

## Музикална кариера
Неговата група има издадени шест албума и едно EP към днешна дата. Пет от албумите са издадени из цял свят: Curiosity (1996), Picture Perfect World - EP (1997), Blue, Dressed in Black (2000), BombShellShocked (2003), In the County of Kings (2007), Empty Frame Of Reference (2009), Falls On Me (2011) и Lipstick And Barbed Wire, който първоначално е озаглавен Strangers In A Strange Love. Той е издаден на 28 юни 2013 г.

## Албуми
- Curiosity (1996)
- Picture Perfect World – EP (1997)
- Blue, Dressed In Black (2000)
- BombShellShocked (2003)
- In The County Of Kings (2007)
- Empty Frame Of Reference (2009)
- Falls On Me (2011)
- Lipstick And Barbed Wire (2013)

## Анимационни роли
- Chaotic – Magmon
- Cubix:Robots For Everyone – Sewwix, Heroix, Ixmo, The Alien
- Funky Cops – Goldilocks, Chopsticks, Paolo Alto, Chucky, Aaron King
- G.I. Joe:Sigma Six – Hi-Tech, Machette
- GoGoRiki – Shadow Prince Lovermore
- Magi-Nation – Strag
- Teenage Mutant Ninja Turtles – Harry Parker, Phil, Quarry, Hamato Yoshi, Murakami Gennosuke, D'Jinn, Leader Of The Purple Dragons
- Tara Duncan – Luke The Werewolf
- Ultraman Tiga – Additional Voices, Theme Song Performance
- Winx Club (4kids Dub) – Lord Darkar
- Viva Piñata – Les Galagoogoo, Pecky Pudgeon, Sour Mongo, Pierce Profitamole, Francine, The Ruffians
- Animation Runner Kuromi – Mizuho Tanonaka, Shin Kumegawa
- Art Of Fighting – Jack Turner And John Crawley
- Dinosaur King – Dr. Z, Spartacus
- Descendants Of Darkness – Watari Yutaka
- Fighting Foodons – Burnt Meatballs, Cole Slaughter
- F-Zero: GP Legend – Samurai Goroh
- Giant Robo: The Animation (NYAV Post Dub) – Hanzui
- Here is Greenwood (CPM Dub) – No. 1, Lupin, Tochizawa
- Kirby: Right Back at Ya! – Blade Knight, Gus, Meta Knight
- Labyrinth Of Flames – Galan
- Magical DoReMi – Vice-Principal Shoople
- One Piece (4Kids Dubbed) – Narrator, Siam And Henzo
- Phoenix – Rock (The Future Chapter)
- Pokémon – Brock, James, Butch, Torkoal, Pokédex, Additional voices (Seasons 1-8)
- RG Veda – Bishamoten
- Shaman King – Marco
- Slayers – Gourry Gabriev
- Tama And Friends – Rockney (Nora)
- Ultimate Muscle – Mac Metaphor, DikDik Van Dik, Dial Bolic, Hanzo, The Protector, King Muscle, And Sgt. Muscle
- Yu-Gi-Oh! – Seto Kaiba, Kemo
- Yu-Gi-Oh! GX – Bastion Misawa, Ojama Black, Kaibaman, Seto Kaiba
- Yu-Gi-Oh! 5D's – Gill De Randsborg, Lug, Mr. Pitts, Elsworth
- Yu-Gi-Oh! Zexal – Scorch

## Филмови роли
- Gall Force – Eternal Story – Ail, Ox-11, Toil
- Пълен т*шак – Movie 43 – Narrator (Victory's Glory)
- Night On The Galactic Railroad – Lighthouse Keeper
- Pokémon movies (1-8) – Brock, James, Squirtle, And Additional Voices
- Yu-Gi-Oh! The Movie: Pyramid Of Light – Seto Kaiba
- Yu Yu Hakusho: Poltergeist Report – Koenma, Kuronue
- Kirby: Fright To The Finish!! – Meta Knight, Gus, Blade Knight, Additional Voices

## Видеоигри
- Pokemon Puzzle League – Brock, James, Squirtle And Weezing.
- Shadow Hearts – Yuri Hyuga
- Super Smash Bros. Melee – Weezing
- Valkyrie Profile – Grey And Lucian

## Документални филми
- Adventures in Voice Acting – Себе си

## Режисьор на дублажа
- Funky Cops
- G.I. Joe: Sigma Six
- Karaoke Revolution Presents: American Idol
- Karaoke Revolution Presents: American Idol Encore
- Pokémon: Jirachi Wish Maker (Sixth Pokémon movie)
- Turtles Forever
- Ultimate Muscle
- Viva Piñata
- Yu-Gi-Oh!
- Yu-Gi-Oh! GX (First season)
- Yu-Gi-Oh! The Movie: Pyramid Of Light